# Détroit Antarctique
Le détroit Antarctique (Antarctic Sound) est le bras de mer d'environ 48 km de long et de 11 à 19 km de large qui sépare les îles Joinville de l'extrémité nord-est de la péninsule Antarctique.
Ce bras de mer a été nommé par l'expédition antarctique suédoise dirigée par Otto Nordenskjöld d'après le nom de leur navire Antarctic : en 1902, celui-ci fut le premier navire à y naviguer, sous le commandement du capitaine Carl Anton Larsen.
Le détroit est reconnu zone importante pour la conservation des oiseaux.

## Source
- (en) Cet article est partiellement ou en totalité issu de l’article de Wikipédia en anglais intitulé « Antarctic Sound » (voir la liste des auteurs).